# Prospalta xylocola
Prospalta xylocola är en fjärilsart som beskrevs av Embrik Strand 1920. Prospalta xylocola ingår i släktet Prospalta och familjen nattflyn. Inga underarter finns listade i Catalogue of Life.